# Xystropeltis quadrilobata
Xystropeltis quadrilobata är en bönsyrseart som beskrevs av Terra 1991. Xystropeltis quadrilobata ingår i släktet Xystropeltis och familjen Mantidae. Inga underarter finns listade i Catalogue of Life.